# Rohense
Koordinaten: 58° 55′ N, 23° 37′ O
Rohense (deutsch Rohenso) ist ein Dorf (estnisch küla) in der Stadtgemeinde Haapsalu (bis 2017: Landgemeinde Ridala) im Kreis Lääne in Estland.

## Einwohnerschaft und Lage
Der Ort hat heute keine Einwohner mehr (Stand 31. Dezember 2011). Er liegt vier Kilometer südöstlich der Kernstadt Haapsalu.
Rohenso wurde erstmals 1586 unter dem Namen Rubentack urkundlich erwähnt. Östlich des Dorfes fließt der Bach Võnnu oja.